# Московсько-Константинопольська схизма (2018)
Московсько-Константинопольська схизма або Мінська схизма — конфлікт, пов‘язаний зі зміною статусу Київської митрополії Української Церкви, виходом її з підпорядкування Московській патріархії, якій вона була підпорядкована кілька століть й підпорядкуванням її Константинопольській патріархії шляхом висвячення нового митрополита Київського та відмова визнати це рішення канонічним певною частиною православних українців і представників православного християнства інших країн світу, зокрема Росії, з-поміж прихильників Московської патріархії, схизма між вірними і ієрархами Східної Церкви через різне ставлення до визнання Української Церкви.
Також, як відповідь на викриття Константинопольським патріархатом історичних фальсифікацій РПЦ та Російської влади протягом майже 3-х століть. 15 жовтня 2018 р. Священний Синод РПЦ ухвалив рішення про заборону своїм клірикам співслужити із ієрархами і кліриками Константинопольської патріархії: «Відтепер і надалі до відмови Константинопольського Патріархату від прийнятих ним антиканонічних рішень для всіх священнослужителів РПЦ неможливе співслужіння з кліриками Константинопольської Церкви. […] Вступ з останніми в євхаристичне спілкування є канонічним злочином і тягне за собою відповідні заборони». Священний Синод УПЦ (МП) 13 листопада 2018 р. продублював рішення з РПЦ: «клірикам УПЦ призупинити євхаристичне спілкування зі священнослужителями Константинопольського Патріархату».

## Історія
Перші п'ять століть після хрещення Русі у Києві, більша частина європейської території сучасної Росії була підпорядкована Київській митрополії і була канонічною територією Константинопольського патріархату.
У 1448 році частина митрополії з центром у м. Москві пішла у розкол з церквою-матір'ю, внаслідок обрання митрополитом на соборі в м. Москві єпископа Рязанського Іони без погодження з Константинополем.
У 1589—1593 роки московська митрополича кафедра купила «патріаршу гідність» і таким чином формальне визнання автокефалії Московської церкви — від Константинопольського патріарха Єремії II й інших східних патріархів.
Церква з центром у Києві продовжувала залишатися в юрисдикції Константинопольського патріархату. 
У 1620 році після Берестейської унії (1596) завдяки вимогам українського козацтва на чолі з гетьманом Петром Сагайдачним в Україні було створено нову православну ієрархію Київської митрополії. Київським митрополитом став Іов Борецький (1620 — 1631). У 1686 році Вселенський патріарх видав «Акт», який давав право Московському патріарху висвячувати Київського митрополита, але який в богослужінні мав згадувати Вселенського патріарха першим і цим підтверджувати владу Константинопольської церкви над Київською єпархією. Але Московський патріархат, в порушення вимог акту, став вважати, що Київська митрополія перейшла у його повне підпорядкування.

### Схизма

Поточний стан розколу 2018 року за юрисдикцією православних церков.
Визнає автокефалію ПЦУ
Співслужили з Предстоятелем ПЦУ або поминали його у диптиху Божественних Літургій
Остаточних заяв щодо ПЦУ поки що немає
НЕ визнає автокефалію ПЦУ
Територіальні суперечки між Московським Патріархатом (МП) та Вселенським Константинопольським Патріархатом або Румунською Православною Церквою.

15 жовтня 2018 р. синод Російської православної церкви у Мінську ухвалив рішення про розрив євхаристійного спілкування з Константинопольською православною церквою у відповідь на дії її синоду, який заявив про намір створити єдину автокефальну помісну церкву в Україні, відновив в церковному спілкуванні лідерів УПЦ КП і УАПЦ і скасував дію соборної грамоти 1686 року про тимчасову передачу права хіротонії Київського митрополита до юрисдикції Московського патріархату, за умови обов'язкового поминання ним Константинопольського патріарха, як свого першоієрарха. Зі свого боку, Константинопольський патріархат заявив, що він не розриває євхаристійного спілкування з Російською православною церквою.
13 листопада 2018 р. собор єпископів УПЦ (МП) у Києві ще раз нагадав, що вважає рішення Священного Синоду Вселенського Патріархату від 11 жовтня 2018 року стосовно українського церковного питання недійсними і слідом за РПЦ розірвала відносини з Константинополем.
Слід зазначити, що Константинопольський Патріархат не підтримав Московську схизму, не відмовився від євхаристійного спілкування з РПЦ, виконуючи канони православної церкви поминає при богослужінні предстоятеля Російської православної церкви московського патріарха. Цю вимогу також було прописано в Томосі для ПЦУ.
Виданий указ про «заборону у священнослужінні без права причастя Святих Христових Таїн» прот. Петру Зуєву, багаторічному керівнику відділу інформації та зв'язків з громадськістю Київської єпархії УПЦ (МП), члену Синодальної комісії по діалогу з УАПЦ та УПЦ-КП. Заборонено саме «за грубе порушення рішень Священного Синоду УПЦ від 13 листопада 2018 року», а синодальна довідка конкретизує причину заборони: «співслужіння з „екзархом“ Константинопольського Патріархату». За те ж саме був заборонений у священнослужінні і прот. Георгій Коваленко .
13 лютого 2019 р. керуючий справами УПЦ (МП) митр. Бориспільський Антоній (Паканич) і заступник голови ВЗЦЗ УПЦ (МП) прот. Микола Данилевич взяли участь в урочистостях, пов'язаних з 50-річчям митр. Варненського Іоанна, що проходили у болгарському місті Варна. Окрім архієреїв Болгарської Православної Церкви, в урочистостях взяли участь і ієрархи Константинопольського Патріархату так званих «Нових територій», митрополит Едеський Іоіль та митрополит Еласонський Харитон. Митр. Таким чином 2 клірики УПЦ (МП) порушили канонічну постанову синоду своєї церкви але не понесли ніяких покарань за співслужіння із є екзархом Вселенської Патріархії у Центральній Македонії митр. Іоілем та Патріаршим Екзархом Олімпу митр. Харитоном. Коли ж журналісти звернули увагу на співслужіння і порушення правила синоду, УПЦ (МП) дала офіційний коментар в якому пояснила таке співслужіння 7-ма пунктами.

### РПЦ створює Товариство православних російськомовних віруючих
Після того, як Елладська православна Церква та Александрійська православна Церква визнав нову Православну Церкву України, в Туреччині, було зареєстровано «Товариство православних російськомовних віруючих». У Московському Патріархаті заявили, що росіяни відтепер будуть активізувати відносини з Коптською Церквою Александрії, враховуючи неминучий розрив із греками. Московський Патріархат в кінці 2019 зареєстрував нову асоціацію в Туреччині на канонічній території Константинопольського Вселенського Патріархату. Від імені групи російських православних, що мають турецьке громадянство, їхньою лідеркою Оксаною Алякан, було зареєстровано «Товариство православних російськомовних віруючих» у провінції Анталії, яке об'єднує росіян міст Демре, Кемер, Анталія, Белек, Сіде, Манавгат, Авсаллар, Аланія та Махмутлар. Група підпорядковується нагляду Патріаршого управління установами за кордоном, нової структури, яку очолює митрополит РПЦ Антоній (Севрюк), що також є екзархом для Західної Європи, з центром у Парижі, і який дуже близький до Московського патріарха Кирила.
Нове товариство православних «росіян-турків» отримало дозвіл на проведення регулярних богослужінь, поки що у квартирах та спеціально орендованих приміщеннях. Це дуже популярні місця для росіян у час літніх відпусток, і завданням асоціації є підготовка для «задоволення всіх духовних потреб російських співвітчизників та всіх православних», які вирішили залишитися на їх боці, відкинувши спілкування з Константинополем.
Окрім провінції Анталії, росіяни регулярно здійснюють служби в самому Стамбулі та в кількох турецьких містах, а також столиці — Анкарі, в Ізмірі, Кушадасі та Ескішехірі. З 25 травня 2018 року був призначений адміністратор для всіх православних в Туреччині, священник Георгій Іванчогло, який після того матиме справу з вірними провінції Анталії.

### Припинення поминання інших предстоятелів Кирилом
20 листопада 2019 року на патріаршій службі ані на Великому вході, ані на Великій похвалі Патріарх Московський Кирило не пом'янув жодного зі своїх колег по імені, сказавши лише: «Пом'яни, Господи, патріархів православних».

#### Розрив спілкування з Александрійським Патріархом
8 лютого 2019 року відбулось поминання митрополита Епіфанія й визнання Православної церкви України давнім патріархатом Александрії та всієї Африки, РПЦ оголосила, що її очільник Кирило перестане згадувати під час Богослужінь Патріарха Александрійського Теодора II.
26 грудня 2019 року Синод РПЦ у Москві розірвав відносини з Александрійським Патріархом. РПЦ почала створювати на його канонічній території паралельну ієрархію, що заборонено Апостольськими правилами. Крім того, московський Синод вирішив призупинити діяльність представництва (подвір'я) Александрійського Патріархату при Московському патріаршому престолі. Представництво Патріарха Московського при Патріархові Александрійському вирішено перетворити на парафію РПЦ в Каїрі.
Що стосується парафій РПЦ в Африці, то вони будуть виведені з юрисдикції Александрійського Патріархату й отримають ставропігійний статус, тобто перейдуть в пряме підпорядкування очільникові РПЦ Кирилу.
29 грудня 2021 року Російська православна церква утворила на території Александрійського патріархату Африканський екзархат.

#### Розрив спілкування з Церквою Кіпру
24 жовтня 2020 року архиєпископ Кіпру Хризостом II пом'янув предстоятеля Православної церкви України Епіфанія під час літургії при рукоположенні нового єпископа Арсінойського Панкратія. Пізніше Хризостом II пояснив, що мусив нарешті ухвалити рішення про визнання, а якщо хтось з членів синоду захоче обговорити його, то він до цього готовий. Знову ж, 20 листопада Патріарх Московський і всієї Росії Кирило припинив молитовне поминання архиєпископа Кіпрського Хризостома II.  Також було обірване євхаристійне співслужіння з тими ієрархами Кіпрської церкви, які вступили в церковне спілкування з представниками Православної церкви України.
25 листопада 2020 з’явилося комюніке Синоду Кіпрської православної церкви щодо визнання ПЦУ, де Священний Синод підтримав рішення архиєпископа Хризостома II визнати ПЦУ. 20 грудня 2020 року Глава Церкви Кіпру архиєпископ Хризостом II, заявив в інтерв’ю, що Російська православна церква не є прикладом для наслідування через її невизнання ПЦУ.

#### Розрив спілкування з Церквою Греції
У жовтні 2019-го в РПЦ заявили, що планують розірвати молитовне та євхаристійне спілкування з ієрархами Церкви Греції, що є частиною грецького православ'я. Причиною цьому послужило визнання цією церквою Православної церкви України в серпні 2019-го. 3 листопада РПЦ припинила євхаристійне спілкування не з усією церквою, а лише з її главою, архиєпископом Атенським і всієї Греції Ієронімом II.  

## Зауваження
1. ↑  Цей лист призвів до того, що Московський патріархат анексував Київську митрополію.
2. ↑  Московська православна церква 141 рік (з 1448 по 1589 роки) не мала офіційного визнання своєї автокефалії. Правитель держави Борис Годунов, для виправлення цього становища, запросив Константинопольського патріарха Єремію II Траноса переїхати з захопленого османами Константинополя до Московії, для відкриття тут своєї резиденції. Патріарх приїхав для переговорів, але на місці виявилося, що Годунов хоче залишити у престольному місті — Москві — власного митрополита, а Патріарху пропонує надати резиденцію у «древній столиці» — Владимирі-на-Клязьмі. Коли Єремія на це не погодився, то Годунов почав вимагати від нього надання неканонічному Московському митрополиту титулу патріарха. Цікаво, що ієрархи Московської митрополії навіть не брали участі у вирішенні цих питань. Зрештою, під тиском мирської влади та обставин (після піврічного утримання у Москві в неволі у 1588 році) патріарх Єремія був змушений погодитися на умови Бориса Годунова.